# Чондонг
Чондо́нг — балийский танец, который часто исполняется как прелюдия к танцу Легонг и сопровождается музыкой оркестра гамелан в стиле семар пангулинган. Термин также относится к обычному персонажу, обычно служанке, присутствующей в танце чондонг, а также в танцах легонг, гамбух и арджа.

## История

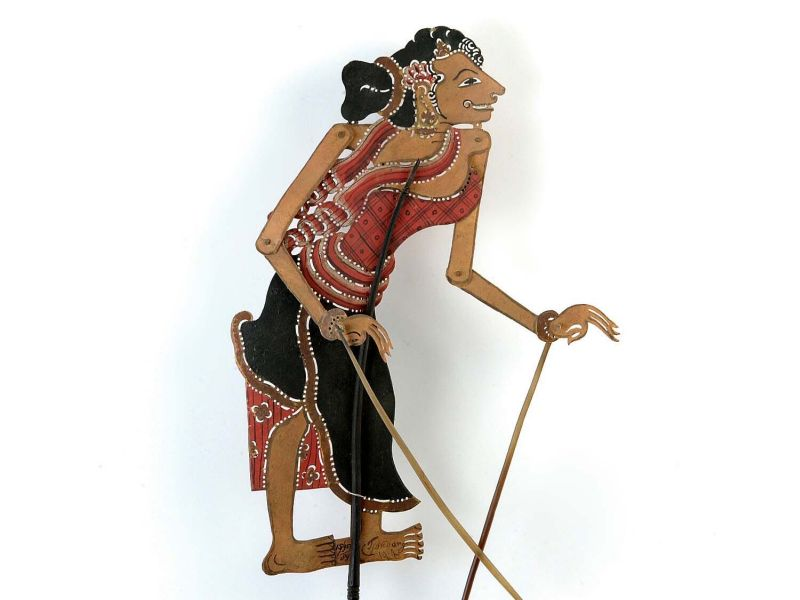
Фигура «Чондонг» в ваянг кулит (до 1900 г.)

Танец чондонг зародился во дворцах Бали в середине XIX века. Его создатель неизвестен, но народная история предполагает, что принц Сукавати, тяжело больной, имел видение двух красивых девушек, грациозно танцующих в сопровождении музыки гамелана; поправившись, принц восстановил танец, который он видел. Первоначально он рассказывал историю двух феях по имени Супраба и Уилотама. К 1930-м годам история была изменена, главным персонажем стал король или королева и слуга.
В настоящее время танцор-чондонг играет роль слуги. Хореограф Ни Кетут Арини описывает танцовщицу-чондонга, изображающую дворцового слугу, который одновременно служит королю и восхищается его властью и красотой дочери короля.
Многие из движений — упрощённые версии различных танцев легонг. Чондонг считается основным балийским танцем, поэтому его изучают многие дети.
Предпринимаются попытки сохранить традиции танца чондонг на Бали. Проводятся соревнования среди детей. Движения чондонга были адаптированы к более поздним танцам, включая панъембраму (I Wayan Berata; 1971), которая также включает движения легонга.

## Спектакль

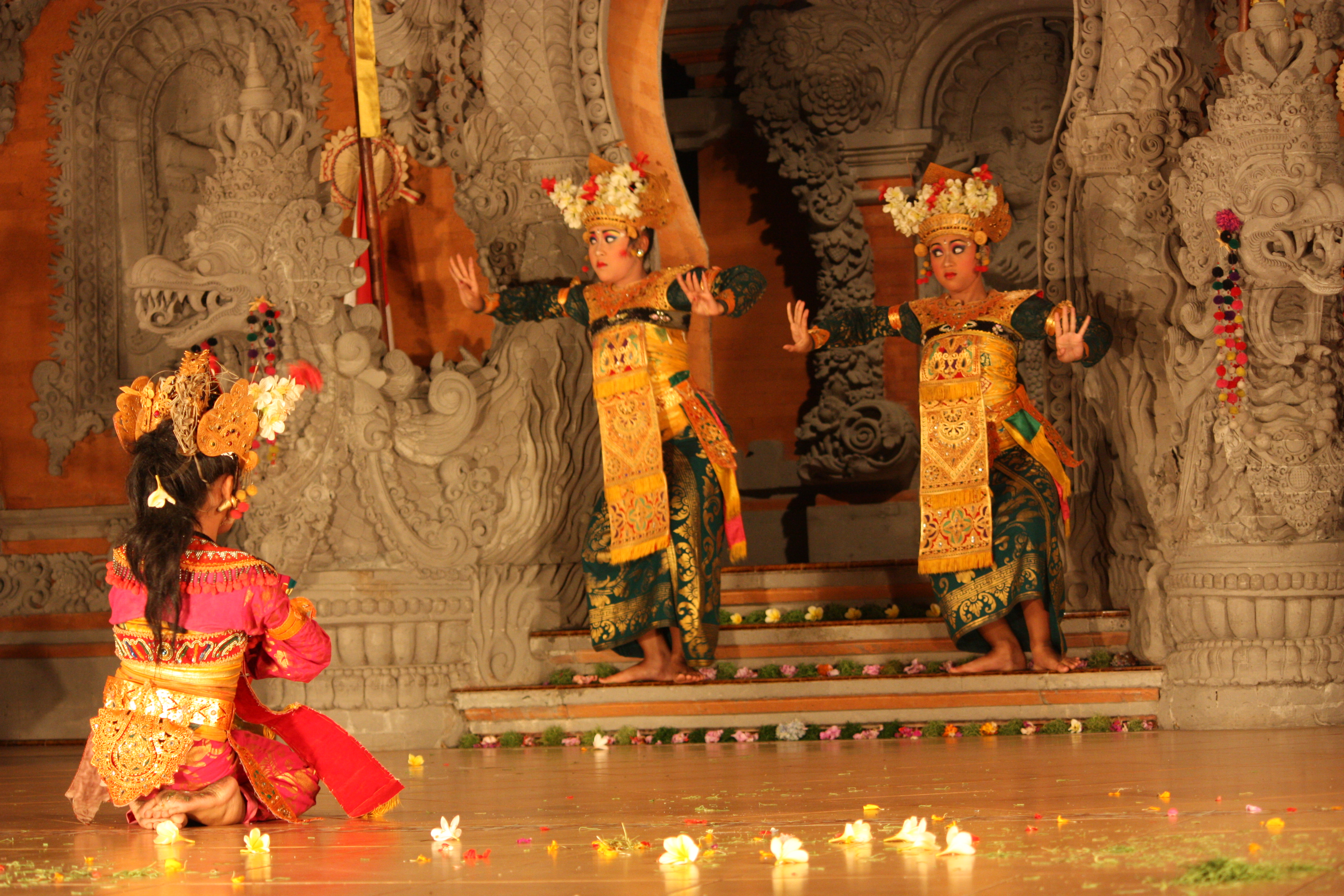
Танцор чондонг (слева) в ожидании двух танцоров легонга

Чондонг обычно используется в качестве прелюдии к танцу легонг и, таким образом, исполняется перед ним (хотя его можно отбросить). Его также можно исполнить перед танцами гамбух или арджа; Персонаж чондонг присутствует во всех из них. Обычно это служанка, которая представляет публике различных принцесс, как балийских, так и небалийских, включая Рангкесари, Офелию и Миранду.
Средняя продолжительность исполнения чондонга составляет около 15 минут. В Legong Lasem, танцор кондонг также играет роль ворона, предсказывающего гибель главного персонажа — короля Ласема.
Как и в случае с танцами легонг, чондонг сопровождается игрой оркестра гамелан. Это музыкальное сопровождение принимает форму коротких 16-ударных мелодий,  в метре гегаборана. В танце чондонг, исполняемом в качестве предисловия к legong kraton, музыка заканчивается переходом к метру бател. 